# Liste des évêques de Luni-Sarzana
Cette liste recense les évêques qui se sont succédé sur le siège du diocèse de Luni (it). Le siège est transféré à Sarzana le 15 juin 1202 par Innocent III mais les évêques ne respectent pas toujours cette résidence. Une bulle de 1465 du pape Paul II oblige la résidence du siège de Sarzana et le titre de Luni-Sarzana pour les évêques. En 1820, le diocèse de Brugnato est uni à celui de Luni-Sarzana.
Le pape Pie XI érige le diocèse de La Spezia le 12 janvier 1929. Ce nouveau diocèse est uni aeque principaliter au siège de Luni-Sarzana et Brugnato, qui prend le nouveau nom de diocèse de Luni, La Spezia, Sarzana et Brugnato. En 1975, le diocèse de Luni est supprimé et devient siège titulaire. Les diocèses de La Spezia, Sarzana et Brugnato sont pleinement uni en 1986 et la nouvelle circonscription ecclésiastique prend le nom actuel de diocèse de La Spezia-Sarzana-Brugnato. 

## Évêques de Luni
- Saint Basile (it) (Ve siècle)
- Saint Solaire (Ve siècle)
- Saint Euter (Ve siècle)
- Saint Félix (mentionné en 465)
- Victor (vers 501-502)
- Juste (mentionné en 556)
- Basile II (seconde moitié du VIe siècle)
- Saint Venant de Luni (vers 593-603)[1]
- Saint Térence (it) (première moitié du VIIe siècle)
- Lucius (vers 620-635)
- Lazare Ier † (vers 635-645)
- Thomas (mentionné en 649)
- Sévère (mentionné en 679)
- Lintecaire (?-753)
- Felerad (mentionné en 769)
- Apollinaire (fin du VIIIe siècle)
- Gualcher (début du IXe siècle)
- Petroald (mentionné en 826)
- Téodolase (moitié du IXe siècle)
- Saint Ceccard (?-860)
- Gualter Ier (872-884)
- Odelbert (899-941)
- Anselme (941-?)
- Adalbert (963-967)
- Gottifred Ier (976-998)
- Philippe Ier (?) déposé
- Guy (1020-1027)
- Eribert (mentionné en 1039)
- Guy (1054-1078)
- Lazare II
- Philippe II (1095-1096)
- André (1124-1126)
- Philippe III (1127-1128)
- Gottifred II (1129-1156)
- Albert (?)
- André (1160-1163)
- Raymond (mentionné en février 1168)
- Pépin Arrighi de Pise (1170-1176)
- Pierre (1178-1190)
- Roland (1190-1193) évêque élu
- Gualtier II (1193-1213) évêque élu
- Marzuc (1213-1221)
- Noradin (1221-1224)
- Buttafave (1224-1226)
- Guillaume (1228-1272)
- Henri de Fucecchio (1273-1297)
- Antoine Nuvolone da Camilla (1297-1307)
  - Siège vacant (1307-1312)
- Gérardin Malaspina (1312-1318)
- Bernard Malaspina (1320-1338)
- Antoine Fieschi (1338-1343)
- Agapit Colonna (1344-1344)
- Jourdain Colonna (1344-1351)
- Gabriel Malaspina (1351-1359)
- Antoine de Sienne O.P (1359-1363)
- Barnabé Malaspina (1363-1374) nommé évêque de Penne et Atri
- Bienheureux Jacques Campano, O.P (1378-1380)
- Bienheureux Jacques Piccolomini, O.F.M (1380-1383)
- Gérard Pasqualoni, O.F.M (1383-1385)
- François Lante, O.F.M (1386-1390) nommé évêque de Brescia
- Martin de Ferrari, O.S.A (1390-1394)
- Jean Montino (1395-1406)
- Jacques de Rossi (1406-1415) nommé archevêque de Naples
  - Aragon Malaspina (1407-1415) nommé archevêque de Brindisi (administrateur apostolique de l'antipape Benoît XIII)
- Francesco Manfredi (1415-1465) nommé évêque de Luni-Sarzana

## Évêques de Luni-Sarzana
- Francesco Manfredi (1465-1469)
- Antonio Maria Parentucelli (1469-1485)
- Tommaso Benetti (1485-1497)
- Silvestro Benetti (1497-1537)
- Giovanni Francesco Pogliasca (1537-1561)
- Simone Pasqua di Negro (1561-1565)
- Benedetto Lomellini (1565-1572) nommé évêque d'Anagni
- Giovanni Battista Bracelli (1572-1590)
- Giovanni Battista Salvago (1590-1632)
- Giandomenico Spinola (1632-1636) nommé archevêque à titre personnel du Mazara del Vallo
- Prospero Spinola (1637-1664)
- Giovanni Battista Spinola (1665-1694) nommé archevêque de Gênes
- Giovanni Girolamo Naselli (1695-1709)
- Ambrogio Spinola, B. (1710-1726)
- Giovanni Girolamo della Torre, B. (1726-1757)
- Giulio Cesare Lomellini, C.R.M (1757-1791)
- Francesco Maria Gentili (1791-1795)
- Vincenzo Maria Maggioli, O.P (1795-1804) nommé évêque de Savone
- Giulio Cesare Pallavicini (1804-1819)

## Évêques de Luni-Sarzana et Brugnato
- Luigi Scarabelli, C.M (1820-1836)
- Francesco Agnini (1837-1853)
- Giuseppe Rosati (1867-1881)
- Giacinto Rossi, O.P (1881-1899)
- Giovanni Carli (1899-1921)
- Bernardo Pizzorno (1921-1926)
  - Siège vacant (1926-1929)
  - Giovanni Costantini (1927-1929) administrateur apostolique

## Sources
- (en) http://www.catholic-hierarchy.org